# 宋四大書
《宋四大書》是宋朝四大部書，包括《冊府元龜》、《太平御覽》、《太平廣記》及《文苑英華》。四大书中最先成书的是《太平广记》，《宋会要》记载：“（太平）兴国二年三月诏昉等取野史小说集为五百卷，三年八月书成，号曰《太平广记》”。由於《冊府元龜》的規模最大，幾概括十七史，是其他的數倍，所以被稱為《宋四大書》之首。

## 評價
宋真宗曾写序：
“粤自正统，至於闰位，君臣善迹，邦家美政，礼乐沿革，法令宽猛，官师议论，多士名行，靡不具载，用存典刑。凡勒成一千一百四门，门有小序，述其指归。分为三十一部，部有总序，言其经制，凡一千卷。”
胡應麟曾言：
“《文苑》之芜冗，《广记》之怪诞，皆艺林所厌薄，而不知其有助于载籍者不鲜也。非《御览》西京以迄六代诸史乘煨烬矣。非《英华》，典午以迄三唐诸文赋烟埃矣。非《广记》汲冢以迄，五朝诸小说乌有矣。所录本书，今十九不存，间存者往往赖此而完帙仅半，余恍忽睹其名耳。宋人杂说单行，本朝垂百数种，舍此遂无可别稽。故是编虽芜冗，世莫得而废也。”
清高宗谓：“宋太宗身有惭德，因集文人为《太平御览》、《太平广记》、《文苑英华》三大书，以弭草野之私议。”

## 圖片

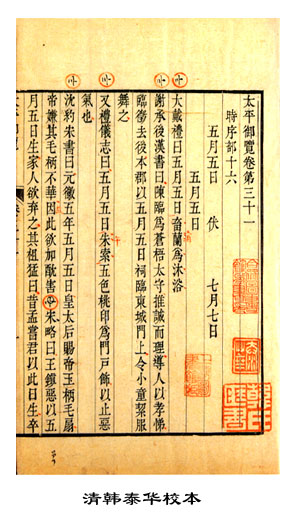
《太平御覽》清韓泰華校本
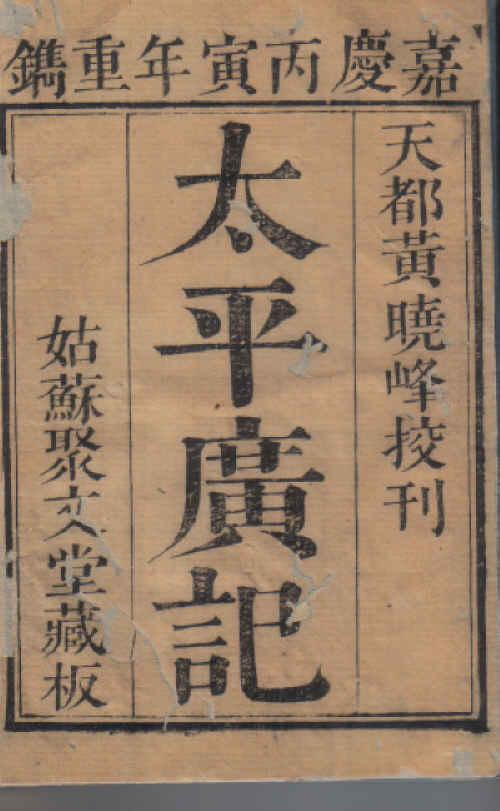
《太平廣記》黃曉峰校本封面

## 延伸閱讀
- 胡道靜，《中國古代的類書》，中華書局，北京，1981。
- 郭伯恭，《宋四大書考》，上海商務印書館，1940。